# スパイカー・カーズ
スパイカー・カーズ（Spyker Cars N.V. 、スパイカー自動車）は、オランダの自動車メーカー。かつて存在したスパイカー社とは無関係であるが、現在スパイカーブランドの所有権を保持しており、手作業で部品を組み立てた高級スポーツカーとして製造と販売を行っている。2012年3月現在はアメリカの投資会社のノースストリートキャピタルの傘下企業である。
会社のスローガンは「Nulla tenaci invia est via」（ラテン語で「粘り強くやり通せば、必ず道は開ける」の意味）であり、ロゴにも記載されている。

## 歴史

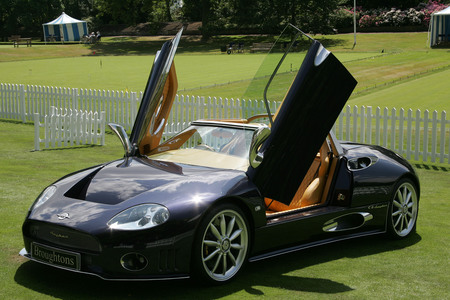
C8 スパイダー

1997年にビクター・ミューラーとマーテン・デブルーインによって設立され、2000年から自動車の製造を開始。第一弾として「C8 スパイダー」「C8 ラヴィオレット」を発売した。
プロペラと車輪を合わせたロゴやC8の内装・外装にはかつて航空機のエンジンを製造していたスパイカー社の歴史が反映されている。
スパイカー・カーズは2004年5月27日から「SPYKR」としてユーロネクスト・アムステルダムに上場し、最初15.5ユーロだった株価は2005年に8.28ユーロまで下落。2006年初頭には22ユーロまで上昇したものの、財政的な問題で2007年の初めには13ユーロまで急落した。
2005年11月13日にはフェラーリ株を5%所有するアブダビ政府所有の投資会社「ムバダラ・ディベロプメント・カンパニー」がスパイカー・カーズ株の17%を取得して経営に参画。ムバダラは2つのスポーツカー製造メーカーと強力な関係を持つこととなった。また、設立時からチーフデザイナーとして所属していたデブルーインが2005年で退職した。
2006年のサロン・アンテルナショナル・ド・ロト（ジュネーヴ・モーターショー）で高性能SUVであるD12 Peking-to-Parisを発表。2007年末には発売される予定である。
2010年2月23日、スパイカー・カーズはゼネラルモーターズからサーブ・オートモービルブランドを取得した事を発表した。スパイカーは新たに設立したサーブ・スパイカー・オートモービルズでサーブブランドの自動車を製造販売する予定であった。
2011年2月、スパイカー・カーズはスポーツカー事業を売却して傘下のサーブブランドの事業に集中することを決定し、6月に社名をスウェディッシュ・オートモービル（SWAN）に変更した。そして2011年9月にSWANはスポーツカー事業をアメリカの投資会社のノースストリートキャピタルに3200万ドル（33億円）で売却することを決定した。なおSWAN傘下のサーブ・オートモービルは不振が続き、2011年12月に破産、そののち管財人によって売却された。
2012年4月、スウェディッシュ・オートモービルは、社名を再びスパイカーへ変更した。12月には、中国の企業であるヤングマン（浙江青年蓮花汽車集団）からの出資を受け入れ、資本提携契約を締結。両社の合弁企業によりSUVを量産することが計画された。
2014年12月、オランダの地裁にて破産法の適用申請が認められ、経営破綻した。しかしその後の2015年1月、新たな資金の獲得に成功したことを理由として破産撤回の訴えを起こし、それが認められたことにより、破産は回避された。
2016年3月1日、新型車「SPYKER C8 PRELIATOR」を公式サイトにて発表（日本時間では3月2日の可能性がある）。
2017年、ケーニグセグからエンジンの供給を受けることが発表された。

## 車種
- スパイカー・C8
- スパイカー・C12 ザガート（英語版）
- スパイカー・C12 ラ・トゥルビ（英語版）
- スパイカー・D8（英語版）
- スパイカー・D12
- スパイカー・E8/E12

### コンセプトカー
- スパイカー・シルヴェストリス V8（英語版）
- スパイカー・B6

## レース活動

### F1

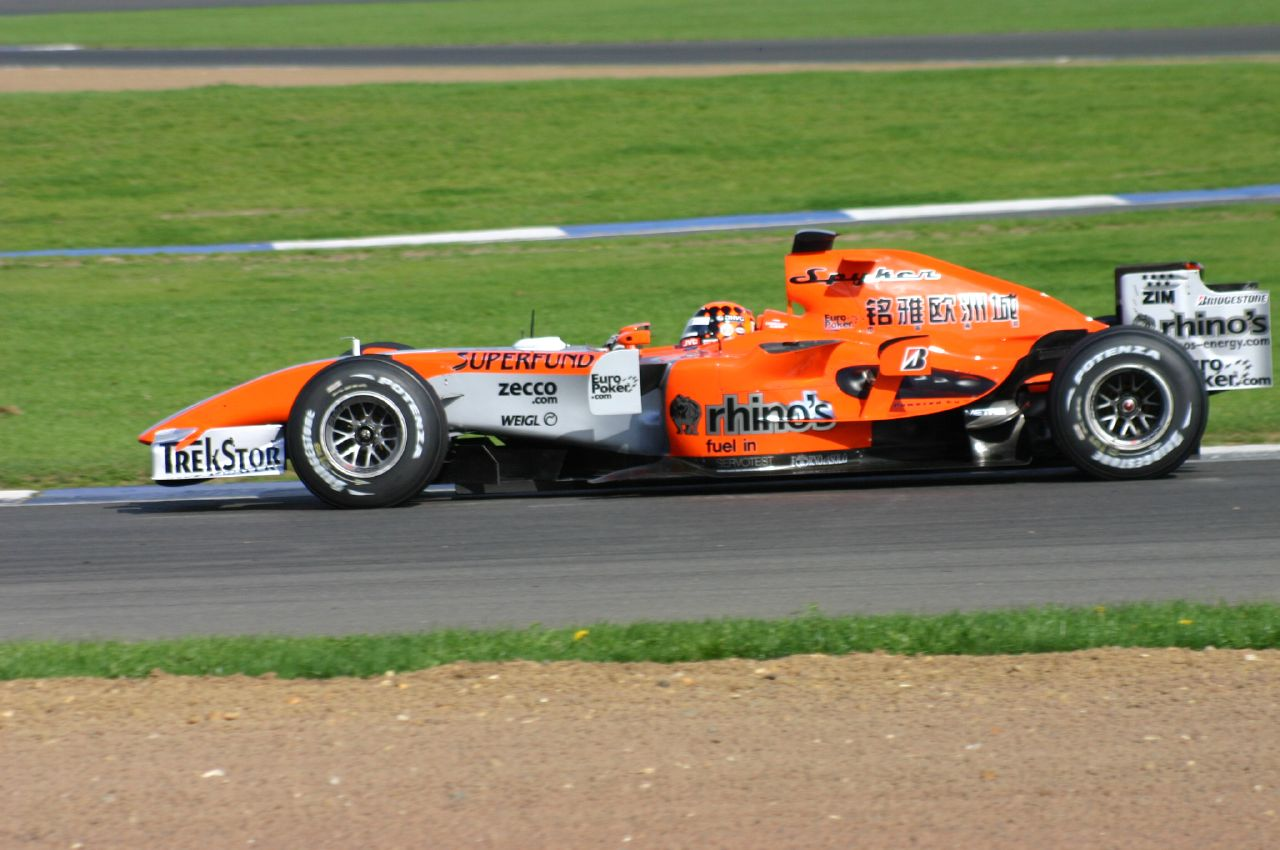
2006年スパイカーMF1チームのマシン「M16」

2006年9月9日、ロシアの実業家アレックス・シュナイダーからF1チームのMF1レーシングを買収。2006年シーズン途中からスパイカーMF1チームとして参戦を開始した。表向きはスパイカー・カーズによる買収であるが、実際に資金を拠出したのはかつてミナルディのスポンサーを務めていたロスト・ボーイズ社の元社長でオランダ人実業家のミッシェル・モルである。モルは2010年までスパイカーF1チームの監督を務める契約をしていた。
2007年もスパイカー・カーズとして引き続き参戦していたが、スパイカー・カーズ本体の財政状況が悪化。2007年7月には「1つの可能性」と前置きしながらもチーム売却の意向を示していた。
2007年9月3日、2007年からトヨタF1のスポンサーとなったキングフィッシャー航空会長のビジェイ・マリヤとミッシェル・モルがチームを買収すると発表した。
2007年10月5日、ビジェイ・マリヤとミッシェル・モルが共同出資したオレンジ・インディア・ホールディングズに売却を完了との発表をした。これにより、スパイカーF1チームの管理権はオレンジ・インディア・ホールディングズに移りF1活動は終了した。
F1チームは2008年からフォース・インディアとして参戦している。

### その他
2002年にC8をベースとする「ダブル12S」でALMSに参戦して以降、ル・マン24時間レース、FIA GT選手権などに出場している。特に2005年以降は「スパイカー・スクワドロン」としてワークス参戦を行っている。